# Бани (Бергамо)
Бани је насеље у Италији у округу Бергамо, региону Ломбардија.
Према процени из 2011. у насељу је живело 102 становника. Насеље се налази на надморској висини од 1008 м.